# Unidad Refaim
La Unidad Refaim (en hebreo: יחידת רפאים Yehidat Refaim) (en español; fantasmas) también es llamada Unidad 888 o Unidad Multidimensional) es la unidad de fuerzas especiales más nueva de las FDI. La unidad forma parte de la 99.ª División de Infantería de las Fuerzas terrestres de Israel.

## Historia
La unidad fue fundada en febrero de 2020. Está formada por soldados de las distintas ramas de las Fuerzas de Defensa de Israel (en hebreo: צָהָ״ל), como la fuerza aérea, el cuerpo de blindados, la inteligencia militar, las telecomunicaciones, el ciberespacio y el reconocimiento militar, y también recluta a soldados de las fuerzas especiales como Maglán, Yahalom y Duvdevan. Las misiones de la unidad se mantienen en secreto.

## Entrenamiento
Los soldados cualificados para la unidad Refaim reciben un entrenamiento adicional de 12 semanas en las bases militares de las distintas brigadas de infantería y luego llegan al cuartel general de la unidad Refaim, ubicado en la base aérea militar de Tel Nof.

## Emblema de la unidad
El número ocho, enrollado alrededor de una espada, simboliza la evolución infinita de la unidad. Refaim no es como un objeto estático, sino que está en constante cambio y evolución. 

## Masacre de Reim
El 7 de octubre de 2023, el comandante de la unidad, el teniente coronel Roi Levy, fue asesinado en una operación antiterrorista contra el grupo Hamás, realizada durante el ataque terrorista de 2023 contra Israel, cuando sus fuerzas lucharon contra los terroristas de Hamás en la masacre de Reim, durante el ataque, Roi Levi luchó para rescatar a los civiles asediados en sus hogares por los yihadistas.